# Moisés Espírito Santo
Moisés Espírito Santo Bagagem (Rebolaria, Batalha, 20 de maio de 1934 – 24 de janeiro de 2025) foi um sociólogo, etnógrafo e etnólogo português. 
Professor Catedrático Jubilado da Universidade Nova de Lisboa, Moisés Espírito Santo destacou-se pela introdução e desenvolvimento da Sociologia Rural e da Sociologia das Religiões na estrutura curricular do ensino superior em Portugal. Autor de uma extensa obra publicada nestas áreas, Moisés Espírito Santo destacou-se ainda pela investigação etno-linguística, realizada a partir do estudo da toponímia antiga presente no território português, promovendo a interdisciplinaridade entre as matérias da sua especialidade e as disciplinas clássicas, designadamente a História, a Arqueologia e a Linguística. 
Considerado profundamente inovador no panorama intelectual português pela natureza da polémica decorrente da sua introdução de novas abordagens metodológicas na área das ciências sociais e humanas, Moisés Espírito Santo contribuiu decisivamente, com as suas investigações, para o conhecimento científico da origem e da identidade da Língua Portuguesa, com origem no Noroeste da Península Ibérica[1]  e cuja matriz deriva das variantes de que foi objeto o Fenício, o Hebraico antigo e o Hebraico, posteriormente objecto de uma influência tardia do Latim, devido à expansão administrativa do Império Romano do Sul para o Norte do território português. Dos seus estudos sobre toponímia, destacam-se os resultados obtidos com a aplicação a povoações de vários locais do país, do designado «método da constelação local», (também conhecido como «método etnológico de terreno» [2] [3], criado pelo investigador francês Victor Berárd), que permite perspectivar de forma inequivocamente mais clara e consequente a história do território português.

## Biografia e carreira académica
Nasceu em Rebolaria em 1934, numa família de agricultores, com raízes marranas de Marrocos. Até 1963, ano em que imigrou para Paris onde ficará até 1980, Moisés Espírito Santo trabalhou em Portugal, no exercício de várias funções públicas, desempenhando cargos quer de secretariado, quer de apoio social à população prisional. De 1963 a 1973, em Paris, exerceu várias profissões, nomeadamente, operário, funcionário de repartição e animador cultural para a imigração portuguesa e magrebina, a expensas de vários organismos do Estado francês. Durante este período, participou em diversas actividades de difusão e animação cultural no contexto da comunidade imigrante portuguesa, tendo fundado, em colaboração com os municípios e os sindicatos, algumas das primeiras associações de imigrantes (com actividades de formação e de animação cultural ), bem como um jornal de língua portuguesa em França, o Jornal do Emigrante.
A sua vida académica e científica começou em 1973 quando, graças à oportunidade criada para usufruir de uma licença concedida no âmbito profissional para efeitos de formação, entrou na École de Hautes Études en Sciences Sociales (EHESS). Foi nesta instituição universitária que Moisés Espírito Santo defendeu, sob a orientação do Professor Placide Rambaud, em 1976, a sua tese em sociologia rural, sob o título: "La Freguesia- Commune Rurale Portugaise: Vie Communautaire et Conflits". Esta tese,resultou de uma investigação sociológica no terreno sobre a  freguesia de Reguengo do Fetal, do município de Leiria. 
Três anos mais tarde, em 1979, Moisés Espírito Santo defendeu uma outra Tese, desta vez, em Sociologia das Religiões, para efeitos de conclusão do Doutoramento (cuja designação oficial francesa corresponde a: Thèse de 3º Cycle). Este trabalho, produto de uma investigação de terreno sobre a religião, na região de Entre Douro e Minho,sob o título: La Religion Paysanne Dans le Nord du Portugal , foi realizado ainda sob a orientação de Placide Rambaud mas, também de Émile Poulat2.  
No ano escolar 1980/1981, Moisés Espírito Santo foi contactado pela Universidade Nova de Lisboa para integrar esta instituição, na qualidade de Professor Auxiliar Convidado para o ensino da Sociologia Rural, a leccionar no Departamento de Sociologia da Faculdade de Ciências Sociais e Humanas, tendo obtido, em 1984, equivalência ao grau de Doutor, na Academia Portuguesa. A partir desta data, o seu percurso de investigação evoluiu para as áreas de Etnologia Comparada, de Etnologia Histórica onde, com a aplicação de uma abordagem etnológica associada a alguns conceitos de psicologia analítica no estudo das religiões, construiu uma visão etnológica das sociedades, que privilegia a observação e a investigação etnológica de terreno.  
Considerando-se mais etnólogo do que sociólogo, dados, por um lado, o investimento pessoal e académico no trabalho de terreno e, por outro lado, os resultados daí decorrentes, os seus estudos etnológicos de terreno, nalguns locais do território português, produziram um alcance capaz de  reformular, quase por completo, os pressupostos em que assentavam os estudos tradicionais, feitos sobre os portugueses, nas áreas em referência, designadamente no que se refere à Etnologia das Religiões (com forte incidência nas interpretações da  Arqueologia e da História de Portugal) e à Etno-Toponímia, cujos trabalhos sobre a origem da língua portuguesa, revitalizaram as perspetivas tradicionais sobre a identidade cultural das populações do território português e a sua história, através dos contributos que recolheu e sistematizou relativamente aos cultos religiosos populares.  
De facto, a sua abordagem da Etnologia Histórica e da Etnologia Comparada permitiu-lhe, a partir da problemática da identidade cultural no que respeita à origem da 'religião popular' de alguns locais de diferentes regiões do território português, que, por um lado, com recurso ao conhecimento científico da simbologia religiosa, em termos de cultos e rituais, e aos estudos científicos sobre etno-toponímia (o já referido 'Método da Constelação Local', criado por Victor Berárd), concretizasse, reforçado também pelo recurso complementar aos estudos linguísticos e filológicos presentes na cultura portuguesa (de que é exemplo, entre outras, a obra de José Leite de Vasconcelos), a identificação de testemunhos toponímicos-arqueológicos e religiosos, das sucessivas culturas que configuraram os portugueses no decorrer dos milénios. 
Responsável, no Departamento de Sociologia da FCSH, por várias disciplinas, nas áreas de Etnologia e de Sociologia, Moisés Espírito Santo leccionou em vários cursos Mestrados desse Departamento, mas também em Estudos Portugueses, tendo fundado e dirigido o Curso de Pós-Graduação em "Sociologia do Simbólico e do Pensamento Religioso". Com outros docentes da UNL e alunos do Mestrado de Sociologia Aprofundada e Realidade Portuguesa, foi também fundador de três institutos de investigação etnológica e sociológica, os quais dirigiu, com a colaboração permanente de vários dos seus membros: o Instituto de Sociologia e Etnologia das Religiões (1991-2004) [8][carece de fontes?], o Instituto Mediterrânico (1991-2004)[9] e a Associação de Estudos Rurais (1991-2004).  
Neste contexto, foi também fundador e diretor de várias revistas, designadamente: "Fórum Sociológico"[10], revista ainda em actividade numa nova série e com novos responsáveis, editada, entre 1992 e 2004, pelo Instituto de Estudos e Divulgação Sociológica  (IEDS) criado em 1991 mas, atualmente já sem actividade)[11], e "Mediterrâneo – Revista de Estudos Pluridisciplinares sobre as Sociedades Mediterrânicas" (1991-2004), revista também, entretanto, já extinta.  
Depois de percorrer a carreira académica que terminou como Professor Catedrático em exercício durante 10 anos, Moisés Espírito Santo reformou-se em 2004, alcançando o estatuto de Professor Jubilado, qualidade ao abrigo da qual continua a desenvolver actividade, proferindo Conferências, participando em Congressos e Seminários e continuando a publicar artigos em diversas revistas científicas. 
Moisés Espírito Santo morreu a 24 de janeiro de 2025, aos 90 anos.
Moisés Espírito Santo foi uma das referências académicas e científicas do Departamento de Sociologia da FCSH-UNL, fundado e configurado por Vitorino Magalhães Godinho, tendo sido um dos sócios-fundadores da Associação Portuguesa de Sociologia. Foi membro da Association Internationale de Sociologues de Langue Française (Toulouse), do International Institute of Sociology (Washington) e do Research Committee on Sociology of Religion (RC22) da International Sociological Association (Roma). Foi um dos sócios-fundadores da Associação Portuguesa para a Salvaguarda do Património Cultural Imaterial (Lisboa).
Autorou também uma série de crónicas no Jornal de Leiria.

## Currículo académico
Diplomado em Sociologia Rural pela École des Hautes Etudes en Sciences Sociales (Sorbonne, Paris) em  1976.
Doutorado, em 1980, pela mesma École des Hautes Etudes em Sociologia das Religiões.
Contratado pela Universidade Nova de Lisboa em 1980..
Foi professor das Cadeiras de Sociologia Rural, de Sociologia das Religiões, Etno-Sociologia das Sociedades Mediterrânicas, Sociologia do Quotidiano. Dirigiu Mestrados e teses de Doutoramento.
Promovido a Professor Catedrático em 1995. Jubilado em 2004.
Foi fundador e presidente da Associação de Estudos Rurais da Universidade Nova de Lisboa,
Fundador e presidente do Instituto Mediterrânico da Universidade Nova de Lisboa.
Fundador e director da Revista Mediterrâneo – Revista Pluridisciplinar sobre as Sociedades Mediterrânicas.
Fundador e presidente do Instituto de Sociologia e Etnologia das Religiões da Universidade Nova de Lisboa.
Fundador e director da Revista Forum Sociológico, do Departamento de Sociologia da Universidade Nova de Lisboa.

## Obras publicadas
Foi autor de várias obras na área da sociologia e etnologia. 
Sociologia Rural:
- Comunidade Rural ao Norte do Tejo (editado em 1980 pelo Instituto de Estudos para o Desenvolvimento, Lisboa, resultante da tese do Diploma da Ecole dês Hautes Etudes.. Reeditado pela Universidade Nova de Lisboa sob o título Comunidade Rural ao Norte do Tejo - seguido de Vinte Anos Depois (2000).

Sociologia das Religiões
- La Religion des Paysans Portugais (Paris, Fundação Calouste Gulbenkian, 1978)
- Religião Popular Portuguesa (2ª Edição, Assírio e Alvim, 1988).
- Introdução Sociológica ao Islão (Edições «Estratégias Criativas», Vila Nova de Gaia, 1995).
- A Religião na Mudança – A Nova Era (Editado pelo Instituto de Sociologia e Etnologia das Religiões da Universidade Nova de Lisboa, 2002). 
Etnologia Histórica das Religiões:
- Origens Orientais da Religião Popular Portuguesa - seguido de: Ensaio Sobre Toponímia Antiga (Lisboa, Assírio e Alvim, 1988).
- Origens do Cristianismo Português – Precedido de: A Deusa Síria, de Luciano de Samoçata (Instituto de Sociologia e Etnologia das Religiões da UNL, 3ª Ed. 2001).
- Os Mouros Fatimidas e as Aparições de Fátima (3ª Edição, Assírio e Alvim, 2006).
- Fátima Magica – Le Aparizzioni di Fátima fra Cristianesismo Popolatr e Misticismo Islâmico (edição italiana resumida do anterior, tradução de Marcello Saco, Nardò, 1999).
- Cinco Mil Anos de Cultura a Oeste – Etno-História da Religião Popular numa Região da Estremadura (Lisboa, Assírio e Alvim, 2004). 
Etno-Linguística Histórica
- Fontes Remotas da Cultura Portuguesa (Lisboa, Assírio e Alvim, 1989)
- O Brasonário Português e a Cultura Hebraica (Lisboa, Instituto de Sociologia e Etnologia das Religiões da UNL, 2ª ed.1997).
- Dicionário Fenício-Português  - Contendo as línguas ou dialectos falados pelos Fenícios e Púnicos (Lisboa, Instituto de Sociologia e Etnologia das Religiões da UNL, 2ª Ed. 1994)

## Alguns artigos publicados
- 1982 - A propósito da abertura da Portela do Homem: Minho: uma "guerrilha" secular contra o Terreiro do Paço, História, nº46, Agosto de 1982 , Lisboa, août 1982, p. 38-44

- 1983 - La religion des paysans portugais, Paris, Archive du Centre culturel portugais de la Fundation Calouste Gulbenkian, p. 49-78

- 1983 - Langages religieux et spacialités, Espaces et culture (coordination de Pierre Pellegrino), Berne, Éditions Georgi, Saint Saphorin, p. 23-77

- 1984 - "Sobre a visão e os costumes no que respeita à regionalização e à descentralização : regionalização e desintegração social"  em Regionalização e Desenvolvimento, Lisboa, Imprensa Nacional/Casa da Moeda, pp.77–89

- 1985 - Dois Modelos de Educação Familiar, Contexto - Revista de Estudo Multidisciplinar da Família (dirigé par l'anthropologue Manuela Fazenda), Volume 1, nº 2, Lisbonne, p. 135-147

- 1987 - Sexualidade e Religião, Sexologia em Portugal, Volume 2,(coordination de J. Allen Gomes, Afonso de Albuquerque et J. Silveira Nunes) Lisbonne, Texto Editora, p. 23-54

- 1992 -  “A Escrita Ibérica - interpretação da escrita e da língua ‘pré romanas’”  em Revista Mediterrâneo - Revista Pluridisciplinar sobre as Socidades Mediterrânicas, nº1, Lisboa, Instituto Mediterrâneo da Universidade Nova de Lisboa (IM-UNL) e Gráfica 2000, pp.3–5 e pp.179–220.

- 1993 -  "O que é um Judeu?”  apresentação introdutória à reedição da obra de Samuel Schwarz de 1925, Os Cristãos-Novos em Portugal no século XX, Lisboa, ISER da UNL e Gráfica 2000, pp. IX-XXII.

- 1995 -  "O touro na Bíblia: símbolo de Deus e vítima sacrificial.”  em Revista Mediterrâneo -Revista Pluridisciplinar sobre as Sociedades Mediterrânicas, nº5/6, Lisboa, IM-UNL e Gráfica 2000, Julho/Dezembro 1994, Janeiro/Junho 1995, pp. 11–21.

- 1996 -  “A chamada escrita ibérica: decifração de três inscrições púnicas de Espanha”  em Revista Mediterrâneo - Revista Pluridisciplinar sobre as Sociedades Mediterrânicas, nº 8/9, Lisboa, IM-UNL e Gráfica 2000, 1996, pp. 289–309.

- 1998 -   “Emergência do Indivíduo na Sociedade Pós-Moderna” em A Vivência do Sagrado. Núcleo de Psicologia Transpessoal da Universidade  de  Lisboa. Lisboa, Editora Hugin, pp. 19–28.

- 2009 -  “Segredos da Festa”  em A Festa: "ed oi layla yadura" (org. de Pedro Abreu Henriques Paixão e Rui Moreira), Lisboa, Fundação Carmona e Costa/Assírio & Alvim, 2009, pp. 91–107.

- 2009 - Pecado e crime em Justiça e sociedade, AJPC - Associação de Juízes pela Cidadania, Coimbra, Almedina, pp. 83–89.

- 2013 - O Santuário de Endovélico in "Cadernos do Endovélico 1 - Caminhos da Identidade", nº 1, ed. Colibri/Centro de Estudos do Endovélico/CMA, 2013.

- 2016 - A Festa da Senhora das Boas Novas, ou dos Prazeres, de Terena e o Antigo Culto da Lua. Relações com Endovélico e Atégina" in "Cadernos do Endovélico 2 - Património Cultural e Desenvolvimento - entre o Material e o Imaterial", nº 2, ed. Colibri/Centro de Estudos do Endovélico/CMA, 2016.

- 2017 - Cântico à Ordem das Oliveiras» na Aldeia da Venda, freguesia de São Tiago Maior, Alandroal - Ostentação e Processão de Ouro - Outros Casos e Possíveis Explicações" in  "Cadernos do Endovélico 3 - Da Arqueologia à Etno-Botânica e da Etnografia à Etno-Literatura", nº 3, ed. Colibri/Centro de Estudos do Endovélico/CMA, 2017.

## Obra etnológica on-line
- A propósito da abertura da Portela do Homem. Minho: uma "guerrilha" secular contra o Terreiro do Paço
- Cidade ou campo: onde se vive melhor?
- As grandes culturas da Civilização Humana têm origem no Mediterrâneo
- Cinco Mil Anos de Cultura a Oeste